# Grön kalkporina
Grön kalkporina (Porina byssophila) är en lavart som först beskrevs av Körb. ex Hepp, och fick sitt nu gällande namn av Alexander Zahlbruckner. Porina byssophila ingår i släktet Porina och familjen Porinaceae.   Inga underarter finns listade i Catalogue of Life.
I den svenska databasen Dyntaxa används istället namnet Pseudosagedia byssophila för samma taxon.  Arten är reproducerande i Sverige.